# Pływanie na Letnich Igrzyskach Olimpijskich 2012 – 4 × 100 m stylem zmiennym kobiet
Sztafeta 4 × 100 m stylem zmiennym kobiet – jedna z konkurencji pływackich rozgrywanych podczas XXX Igrzysk Olimpijskich w Londynie.
Do zawodów kwalifikowano 16 najlepszych zespołów (12 najlepszych drużyn podczas Mistrzostw Świata w Szanghaju oraz 4 zespoły z najlepszymi czasami uzyskanymi w okresie 1 marca 2011 – 1 czerwca 2012 na zawodach awizowanych przez FINA).
Obrończyniami tytułu z Pekinu były Australijki.
Eliminacje odbyły się 3 sierpnia o 11:35 czasu londyńskiego, finał rozegrany został dzień później o 20:07.
Mistrzyniami olimpijskimi w tej sztafecie zostały Amerykanki: Missy Franklin, Rebecca Soni, Dana Vollmer i Allison Schmitt.

## Statystyka

### Rekordy
Tabela przedstawia rekordy olimpijski, świata oraz poszczególnych kontynentów w tej konkurencji.
| Rekord świata     | Chiny (CHN)             | 3:52.19 | Rzym, Włochy    | 1.08.2009  |
| Rekord olimpijski | Australia (AUS)         | 3:52.69 | Pekin, Chiny    | 17.08.2008 |
| Rekord Afryki     | Południowa Afryka (RSA) | 4:03.63 | Durban, RPA     | 6.04.2008  |
| Rekord Ameryki    | Stany Zjednoczone (USA) | 3:52.36 | Szanghaj, Chiny | 30.07.2011 |
| Rekord Azji       | Chiny (CHN)             | 3:52.19 | Rzym, Włochy    | 1.08.2009  |
| Rekord Europy     | Niemcy (GER)            | 3:55.79 | Rzym, Włochy    | 1.08.2009  |
| Rekord Oceanii    | Australia (AUS)         | 3:52.58 | Pekin, Chiny    | 1.08.2009  |

## Wyniki

### Eliminacje
| Pozycja | Wyścig | Tor | Kraj              | Zawodnicy | Czas    | Uwagi |
| ------- | ------ | --- | ----------------- | --- | ------- | ----- |
| 1       | 2      | 5   | Australia         | Emily Seebohm (58.57) Leisel Jones (1:05.96) Alicia Coutts (57.45) Brittany Elmslie (53.44)                                  | 3:55.42 | Q     |
| 2       | 2      | 3   | Japonia           | Aya Terakawa (59.19) Satomi Suzuki (1:07.15) Yuka Katō (57.73) Haruka Ueda (53.80)                                           | 3:57.87 | Q     |
| 3       | 2      | 2   | Dania             | Mie Nielsen (1:00.27) Rikke Møller Pedersen (1:07.15) Jeanette Ottesen Gray (56.74) Pernille Blume (54.19)                   | 3:58.35 | Q,    |
| 4       | 2      | 4   | Stany Zjednoczone | Rachel Bootsma (59.70) Breeja Larson (1:06.66) Claire Donahue (58.05) Jessica Hardy (54.47)                                  | 3:58.88 | Q     |
| 5       | 1      | 7   | Holandia          | Sharon van Rouwendaal (1:00.98) Moniek Nijhuis (1:06.98) Inge Dekker (57.43) Femke Heemskerk (53.80)                         | 3:59.19 | Q     |
| 6       | 2      | 6   | Wielka Brytania   | Gemma Spofforth (1:00.02) Siobhan-Marie O’Connor (1:08.10) Jemma Lowe (57.56) Amy Smith (53.69)                              | 3:59.37 | Q     |
| 7       | 1      | 4   | Chiny             | Gao Chang (1:00.41) Sun Ye (1:08.01) Jiao Liuyang (57.56) Tang Yi (53.40)                                                    | 3:59.38 | Q     |
| 8       | 1      | 5   | Rosja             | Marija Gromowa (1:01.53) Julija Jefimowa (1:05.84) Irina Biespałowa (58.33) Wieronika Popowa (53.87)                         | 3:59.57 | Q     |
| 9       | 1      | 3   | Niemcy            | Jenny Mensing (1:01.02) Sarah Poewe (1:07.19) Alexandra Wenk (58.85) Britta Steffen (52.89)                                  | 3:59.95 |       |
| 10      | 2      | 7   | Szwecja           | Sarah Sjöström (1:01.38) Jennie Johansson (1:06.94) Martina Granström (58.46) Michelle Coleman (53.98)                       | 4:00.76 |       |
| 11      | 1      | 2   | Włochy            | Arianna Barbieri (1:00.80) Michela Guzzetti (1:08.62) Ilaria Bianchi (57.59) Federica Pellegrini (55.19)                     | 4:02.20 |       |
| 12      | 1      | 6   | Kanada            | Julia Wilkinson (1:00.49) Tera van Beilen (1:08.12) Katerine Savard (59.00) Samantha Cheverton (55.10)                       | 4:02.71 |       |
| 13      | 2      | 1   | Hiszpania         | Duane Da Rocha Marce (1:00.43) Marina García Urzainqui (1:08.35) Judit Ignacio Sorribes (59.07) Melania Costa Schmid (55.20) | 4:03.05 | NR    |
| 14      | 1      | 3   | Francja           | Laure Manaudou (1:01.09) Fanny Babou (1:09.14) Justine Bruno (1:00.17) Charlotte Bonnet (55.13)                              | 4:05.53 |       |
| 15      | 2      | 8   | Islandia          | Eygló Ósk Gústafsdóttir (1:01.74) Hrafnhildur Lúthersdóttir (1:09.19) Sarah Blake Bateman (1:00.04) Eva Hannesdóttir (56.12) | 4:07.09 |       |
| 16      | 1      | 8   | Węgry             | Evelyn Verrasztó (1:03.39) Anna Sztankovics (1:17.43) Zsuzsanna Jakabos (-) Eszter Dara (-)                                  | DSQ     |       |

### Finał
| Pozycja | Tor | Kraj              | Zawodnicy                                                                                                | Czas    | Uwagi |
| ------- | --- | ----------------- | --- | ------- | ----- |
|         | 6   | Stany Zjednoczone | Missy Franklin (58.50) Rebecca Soni (1:04.82) Dana Vollmer (55.48) Allison Schmitt (53.25)               | 3:52.05 | WR    |
|         | 4   | Australia         | Emily Seebohm (59.01) Leisel Jones (1:06.06) Alicia Coutts (56.41) Melanie Schlanger (52.54)             | 3:54.02 |       |
|         | 5   | Japonia           | Aya Terakawa (58.99) Satomi Suzuki (1:05.96) Yuka Katō (57.36) Haruka Ueda (53.42)                       | 3:55.73 | NR    |
| 4       | 8   | Rosja             | Anastasija Zujewa (59.13) Julija Jefimowa (1:04.98) Irina Biespałowa (58.59) Wieronika Popowa (53.33)    | 3:56.03 | NR    |
| 5       | 1   | Chiny             | Zhao Jing (59.86) Ji Liping (1:06.94) Lu Ying (56.80) Tang Yi (52.81)                                    | 3:56.41 |       |
| 6       | 2   | Holandia          | Sharon van Rouwendaal (1:00.72) Moniek Nijhuis (1:06.74) Inge Dekker (56.91) Ranomi Kromowidjojo (52.91) | 3:57.28 | NR    |
| 7       | 3   | Dania             | Mie Nielsen (59.76) Rikke Møller Pedersen (1:06.77) Jeanette Ottesen Gray (56.83) Pernille Blume (54.40) | 3:57.76 | NR    |
| 8       | 7   | Wielka Brytania   | Gemma Spofforth (59.46) Siobhan-Marie O’Connor (1:08.45) Ellen Gandy (57.47) Francesca Halsall (54.08)   | 3:59.46 |       |